# Marek Szopa
Marek Jerzy Szopa (ur. 4 marca 1958 w Tychach) – profesor fizyki, pracownik Katedry Badań Operacyjnych Uniwersytetu Ekonomicznego w Katowicach. Prezes Polskiego Towarzystwa Trenerów Biznesu, członek Zarządu Polskiej Izby Firm Szkoleniowych.

## Życiorys
Absolwent IV Liceum Ogólnokształcącego w Katowicach. W latach 80. XX wieku działacz opozycji demokratycznej, m.in. Solidarności Walczącej. Stopień doktora uzyskał w 1989 za pracę Hybrydyzacja w układach z Pośrednią Walencyjnością – Zastosowanie Rachunku Racah-Wignera, doktora habilitowanego nauk fizycznych uzyskał w 1998 roku, na podstawie rozprawy Symmetry and topological properties of systems of interacting electrons and boson fields. Tytuł profesora otrzymał w 2007 roku. W latach 2009–2019 pełnił funkcję pełnomocnika Instytutu Fizyki do spraw kierunku „Ekonofizyka” na Uniwersytecie Śląskim w Katowicach. Jest autorem ponad 70 publikacji z zakresu fizyki matematycznej, mechaniki kwantowej, nanofizyki i zastosowań teorii gier. Recenzent m.in.: Phys Rev. Lett., Phys. Rev., „guest editor” physica status solidi.
Zainteresowany „ścisłym” podejściem do rozwoju organizacji i zarządzania. Prowadzi firmę szkoleniowo-doradczą Exbis. Specjalista w zakresie twórczego myślenia i lateralnych technik rozwiązywania problemów oraz podejmowania decyzji i negocjacji w oparciu o metody probabilistyczne i teorię gier. Autor skryptu „Teoria gier w negocjacjach i podejmowaniu decyzji”.

## Wybrane publikacje
- Prądy spontaniczne w pierścieniach mezoskopowych (D. Wohlleben et al., Phys. Rev. Lett. 66 (1991) 3191);
- Topologiczne korzenie twierdzeń Eulera-Poincaré i Ceulemansa-Fowlera do opisu związków pomiędzy nieredukowalnymi reprezentacjami grup symetrii klastrów wielościennych  (A.Ceulemans et al., Europhys. Lett. 36 (1996) 645);
- Metoda transformacji zagadnień własnych w reprezentacji Bargmanna-Focka do postaci kanonicznej  (M.Szopa, et al., J. Math. Phys. 37 (1996) 5402);
- Struktura elektronowa wielościennych klastrów węglowych (A.Ceulemans et al., Phys. Rev. B 65 (2002) 115412);
- Koherencja prądów trwałych w nanorurkach węglowych (M.Szopa et al.,Phys. Lett. A 299 (2002) 593, Phys. Rev. B 70, (2004) 075406);
- Kubity strumieniowe na nienadprzewodzących nanopierścieniach (E.Zipper et al. Phys Rev B 74, (2006) 125426);
- Projektowanie rynków w oparciu o algorytmy kojarzenia (M. Szopa, Zeszyty Nauk. UE w Katowicach, 363 (2018) 167).